# Аддитивная полезность
| {\displaystyle A}          | {\displaystyle u(A)} |
| -------------------------- | -------------------- |
| {\displaystyle \emptyset } | 0                    |
| яблоко                     | 5                    |
| шляпа                      | 7                    |
| яблоко и шляпа             | 12                   |

Аддитивная функция полезности (англ. additive utility function) — кардиналистская функция полезности, обладающая свойством сигма-аддитивности:287-288. Функция полезности аддитивна тогда и только тогда, когда она одновременно субмодулярна и супермодулярна.
Аддитивность (в некоторых источниках также линейности и модулярность) означает, что полезность целого равна сумме полезностей компонентов. Пусть {\displaystyle S} — конечное множество товаров. Кардиналистская функция полезности {\displaystyle u:2^{S}\to \mathbb {R} }, где {\displaystyle 2^{S}} является множеством всех подмножеств {\displaystyle S}, называется аддитивной, если {\displaystyle A,B\subseteq S},
{\displaystyle u(A)+u(B)=u(A\cup B)+u(A\cap B).}
Из этого следует, что для любого {\displaystyle A\subseteq S},
{\displaystyle u(A)=u(\emptyset )+\sum _{x\in A}{\big (}u(\{x\})-u(\emptyset ){\big )}.}
Аддитивная функция полезности подходит для моделирования в условиях независимости товаров. Такие товары, как яблоко и шляпа можно считать независимыми: полезность яблока одинакова и при наличии шляпы, и в её отсутствие.
Аналогом аддитивной полезности в рамках ординалистской парадигмы является слабо аддитивная полезность.